# Simalio petilus
Simalio petilus är en spindelart som beskrevs av Simon 1897. Simalio petilus ingår i släktet Simalio och familjen säckspindlar.
Artens utbredningsområde är Filippinerna. Inga underarter finns listade i Catalogue of Life.